# Карл Ґерінґ
Карл Теодор Ґерінґ (нім. Carl Theodor Göring; нар. 28 квітня 1841, Брюайм, Тюрингія — пом. 2 квітня 1879, Айзенах, Тюрингія) — німецький шахіст і філософ.
Після закінчення школи в місті Айзенах працював приватним учителем, добре заробляв і мешкав у Берліні, Бонні та Готі. З 1877 — асоційований професор Ляйпцизького університету. Читав курси «Історія матеріалізму», «Історія новітньої філософії», «Про логіку Мілля», «Психологія», «Історія давньої філософії» та інші.
Учасник кількох сильних шахових турнірів, де показав хороші результати, зокрема:
- Крефельд, 1871 — 4-е місце
- Ляйпциґ, 1871 — 3
- Альтона, 1872 — 3
- Ляйпциґ, 1876 — 2
- Ляйпциґ, 1877 — 5-е місце

Вебсторінка chessmetrics.com [Архівовано 4 березня 2016 у Wayback Machine.] оцінює його максимальний історичний рейтинг на 2534 (входив у 20-ку найсильніших шахістів світу 1870-х років).
Впровадив до турнірної практики цікавий і доволі модний у кінці XIX сторіччя гамбіт. Згодом цей варіант отримав назву гамбіт Ґерінґа: 1. e4 e5 2. Кf3 Кc6 3. d4 ed 4. c3. Так Ґерінґ походив у партії проти Вільфріда Паульсена у турнірі в Ляйпциґу 1877 року. На тому ж турнірі переміг Адольфа Андерсена.
Один з ініціаторів створення Німецького Шахового Союзу, член його установчого з'їзду, що відбувся 1877 року в Ляйпцигу.
З 1872 року хворів на ломець, страждав від депресій. Учинив самогубство у 37-річному віці.